# Зотова Марія Василівна
Зотова Марія Василівна (1861 — 16 (3) травня 1913, Київ) — українська і російська оперна співачка (мецо-сопрано), педагог. Відома за виступами в Київській опері (1885–1889), Большому театрі (1889–1898). Викладач сольного співу Музично-драматичної школи Миколи Лисенка, з 1904 — професор цієї школи.

## Життєпис
Народилась 1861 року.
1877–1982 — навчання у Петербурзькій консерваторії (клас Є. Ф. Цванцігер). Згодом удосконалювала співацьку майстерність у Парижі та Мілані. Виступала в Маріїнському театрі.
1885–1889 — солістка Київського оперного театру.
1889–1898 — солістка Большого театру (м. Москва).
З 1989 жила в Києві. Працювала викладачем сольного та оперного співу у Музично-драматичній школі Миколи Лисенка, з 1904 — професор цієї школи.
В 1904 також викладала у класі співу на «Курсах початкової музичної освіти» З. Худякової, що діяли з 1887 року.
Виступала з концертами (часто в дуеті з Оленою Муравйовою), де виконувала твори М. Лисенка. В 1904 разом з М. Лисенком організувала концерт, присвячений 100-річчю з дня народження М. Глінки, в якому співали її учні.

## Учні
- Валіцька (Кірхгейм) Марта (Марія) Генріхівна
- Драгомирецька Олена Дмитрівна (1905–1908)
- Єрмоленко-Южина (Плуговська) Наталія Степанівна (1897–1901)
- Калиновська-Доктор Наталія Євгенівна
- Микиша Михайло Венедиктович
- Мишуга Олександр Пилипович
- Мироненко Денис
- Рибчинська Зінаїда Сергіївна
- Савранський Леонід Пилипович
- Сперанський Микола Іванович
- Шихуцька-Мінченко Надія Євгенівна
- Шидловський Олександр Олексійович
- Янса Марія Антонівна

## Партії
- Олена («Сон на Волзі» А. С. Аренського, 1890)
- Акулина («Федул з дітьми» В. Мартін-і-Солера і В. Пашкевича, 1896)
- Наїна («Руслан і Людмила» М. Глінки)
- Няня («Євгеній Онєгін» П. Чайковського)
- Графиня і Миловзор («Пікова дама» П. Чайковського)
- Любов Кочубей («Мазепа» П. Чайковського)
- Ангел («Демон» А. Рубінштейна)
- Весна-красна («Снігуронька» М. Римського-Корсакова)
- Азучена («Трубадур» Дж. Верді)
- Маддалена («Ріголетто» Дж. Верді)